# Sophie Duker
Sophie Duker, född 1990, är en brittisk ståuppkomiker och författare.

## Biografi
Duker är född och uppvuxen i London, med föräldrar från Västafrika. Hon studerade franska och engelska vid Wadham College i Oxford,  och i Oxford gick hon med i den lokala improvisationsteatergruppen Oxford Imps under sitt första år på universitetet.
Hon anslöt sig sedermera till Pleasance Comedy Reserve, en plantskola och byrå för unga komiker med bas i London och med engagemang i Edinburgh Festival Fringe.

## TV-framträdanden
Sophie Duker började bakom kameran som assisterande producent och researcher till programmen Frankie Boyle's New World Order och 8 Out of 10 Cats Does Countdown. Från och med 2019 började hon synas i flera brittiska panelshower som 8 out of 10 Cats, Dave Gorman: Terms and Conditions Apply och Mock the Week samt även framför kameran i både Frankie Boyle's New World Order och 8 Out of 10 Cats Does Countdown.
I satir- och komedishowen Frankie Boyle's New World Order, som går på BBC, framförde hon ett skämt som upprepade frasen "kill whitey", ungefär "döda vitingar". Temat hade koppling till Black Lives Matter och ett gammalt klipp när James Baldwin skämtade om Black Power. Skämtet hade förhandsgranskats och godkänts av BBC, eftersom det framfördes efter 22 och ingick i ett satirprogram. Några dagar senare blev det viralt, med början bland högerextrema bloggar, och det spred sig till brittisk tabloid. Bland annat talade Sarah Vine på Daily Mail om hatiska dogmer och 1 300 klagomål gjordes till BBC och det polisanmäldes som hatbrott. BBC och myndigheterna lade ned alla anmälningar, men Sophie Duker själv utsattes för omfattande trakasserier på sociala medier.
År 2021 blev hon en av programledarna i den nya panelshowen Yesterday, Today och The Day Before på Comedy Central om aktuella ämnen med enbart kvinnliga programledare. Duker hoppade av efter första avsnittet i protest mot att hennes monolog om konflikten mellan Israel och Palestina klipptes ned.
År 2022 var hon en av deltagarna i lekprogrammet Bäst i Test England, som hon vann, och hon vann även frågesporten Celebrity Mastermind med specialämnet Alan Bennetts pjäs The History Boys.